# Henrique Roberto Rafael
Henrique Roberto Rafael (* 23. August 1993 in Santa Rita do Sapucaí, MG) ist ein brasilianischer Fußballspieler. Er wird im offensiven Bereich als Stürmer oder als Außenmittelfeldspieler eingesetzt.

## Karriere
Henrique startete seine Laufbahn u. a. in der Jugendmannschaft des Atlético Mineiro. Von hier wechselte er ab 2014 auf Leihbasis zu verschiedenen Klubs. Sein erstes Spiel als Profi bestritt er in der Série D am 2. August 2014 gegen den Globo FC. Das erste Tor als Profi erzielte der Spieler in der Série B, nunmehr für Paraná Clube spielend, am 9. Mai 2015 gegen den Ceará SC.
Anfang 2016 kehrte Henrique zunächst zu seinem Stammklub zurück und bestritt nun in der Primeira Liga do Brasil 2016 und der Staatsmeisterschaft von Minas Gerais die ersten Spiele für diesen. In der Copa Libertadores 2015 saß er am 18. Februar im Spiel gegen den FBC Melgar auf der Bank, kam aber zu keinem Einsatz.
Zum Start der Staatsmeisterschaft von São Paulo wurde Henrique an den Grêmio Novorizontino ausgeliehen. Im Juni 2017 wurde ein weiteres Leihgeschäft bekannt. Henrique wurde für ein Jahr vom bulgarischen Erstligisten ZSKA Sofia ausgeliehen. Nach 22 Ligaeinsätzen und vier Toren in seiner ersten Saison wurde Henrique im Juni 2018 fest von ZSKA verpflichtet. Für ZSKA spielte Henrique alle vier Partien in der Gruppenphase der der UEFA Europa League 2020/21. 2021 gewann er mit dem Klub durch einen 1:0-Sieg über Arda Kardschali den bulgarischen Pokalwettbewerb, zuvor hatte beim 2:1-Sieg im Halbfinalrückspiel gegen Serienmeister Ludogorez Rasgrad getroffen.
Zur Saison 2021/22 wechselte er zum portugiesischen Erstligisten CS Marítimo. Nach Beendigung der Saison kehrte der Spieler nach Bulgarien zurück. Hier unterzeichnete er einen Kontrakt bei ZSKA 1948 Sofia. Nachdem er in der Rückrunde der Saison 2022/23 nur noch zu Gelegenheitseinsätzen in der zweiten Mannschaft des Klubs gekommen war, kehrte Henrique nach Saisonende in seine Heimat zurück. Hier unterzeichnete er beim Sampaio Corrêa FC, welchem er in dem Jahr noch in der Série B 2023 antrat. Nach dem letzten Spieltag lag der Klub auf dem 17. Platz und musste in die Série C absteigen. Henrique bestritt in dem Wettbewerb zwölf Spiele (kein Tor). Zur Saison 2024 erhielt Henrique einen Kontrakt beim Londrina EC. Nach Austragung der Staatsmeisterschaft betreute er den Klub in der Série C.

## Erfolge
ZSKA Sofia
- Bulgarischer Fußballpokal: 2020/21